# Песняры III
«Песняры III» (иногда альбом называют «Явор и Калина» или «Вологда») — третий студийный альбом советской фолк-рок группы «Песняры», выпущенный фирмой «Мелодия» в апреле 1978 года. Первый диск-гигант ансамбля, на котором появились песни на русском языке, причём только три песни из восьми были спеты на белорусском языке.

## Об альбоме
Композиции записывали в разное время не для одного диска, и лишь затем их собрали в одну пластинку. Самые ранние песни, вошедшие затем в альбом, были записаны ещё в 1973 году (среди них 7-минутная композиция «Крик птицы»). Часть альбома записывалась в начале 1977 года на «Мосфильме» во время съёмок фильма Александра Стефановича «Диск»; последние песни записывали в начале 1978 года с новым составом. Пластинка стала первой для нового участника коллектива Валерия Дайнеко, исполнившего один из главных хитов ансамбля — «Беловежскую пущу».  Звукорежиссёром выступил Виктор Бабушкин. Основной тираж был отпечатан на Апрелевском заводе грампластинок. «Песняры III» стал единственным альбомом в истории группы, куда вошла песня с участием женского вокала («Пацалунак»), который принадлежал Людмиле Исуповой. При этом дизайнер прикрыл фигуру певицы большой буквой «С» на фото, расположенном на обложке, что послужило поводом для распространения разнообразных слухов (фотографирование для обложки пластинки воспроизводится в фильме Стефановича «Диск»).
Белорусский критик Сергей Будкин отмечает, что на диске ансамбль отошёл от привычного бит-звучания. При этом на пластинке отметились, с одной стороны, тенденции к большим формам, что впоследствии приведёт к созданию серьёзных музыкальных циклов, с другой — сдвиг к более классическому звучанию советских ВИА. Музыкальный обозреватель Дмитрий Безкоровайный увидел в обработке народной песни «Па воду ішла» лёгкую музыкальную аллюзию на битловскую «Norwegian Wood». Обозреватель журнала «Звукорежиссёр» Анатолий Вейценфельд нашёл в композиции «Крик птицы» явный намёк на американскую джаз-рок группу «Chicago».

## Список композиций
| №  | Название        | Текст песни      | Музыка                                   | Вокал                               | Длительность |
| -- | --------------- | ---------------- | ---------------------------------------- | ----------------------------------- | ------------ |
| 1. | «Явар і каліна» | Янка Купала      | Юрий Семеняко                            | Леонид Борткевич                    | 4:40         |
| 2. | «Пацалунак»     | Владимир Каризна | Игорь Лученок                            | Анатолий Кашепаров, Людмила Исупова | 3:30         |
| 3. | «Па воду ішла»  | народные         | народная (обработка — Владимир Ткаченко) | Валерий Дайнеко                     | 4:30         |
| 4. | «Крик птицы»    | Юрий Рыбчинский  | Владимир Мулявин                         | Владимир Мулявин                    | 7:10         |

| №                   | Название             | Текст песни         | Музыка               | Вокал               | Длительность |
| ------------------- | -------------------- | ------------------- | -------------------- | ------------------- | ------------ |
| 1.                  | «Белоруссия»         | Николай Добронравов | Александра Пахмутова | Леонид Борткевич    | 5:02         |
| 2.                  | «До третьих петухов» | Николай Добронравов | Александра Пахмутова | Анатолий Кашепаров  | 3:10         |
| 3.                  | «Беловежская пуща»   | Николай Добронравов | Александра Пахмутова | Валерий Дайнеко     | 4:45         |
| 4.                  | «Вологда»            | Михаил Матусовский  | Борис Мокроусов      | Анатолий Кашепаров  | 5:25         |
| Общая длительность: | Общая длительность:  | Общая длительность: | Общая длительность:  | Общая длительность: | 38:12        |